# Ланднамабок

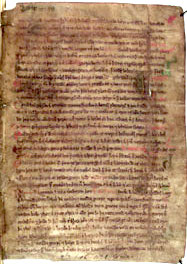
Сторінка з веленевого рукопису рукопису Landnáma в інституті Арні Магнуссона, Рейк'явік, Ісландія

Ланднамабок (ісл. Landnámabók, Книга про заселення), часто скорочується до Ланднама, — середньовічний ісландський рукопис, що описує досить детально заселення (landnám) Ісландії скандинавами в 9 та 10 століттях нашої ери.

## Ланднамабок
Ланднамабок розділений на 5 частин і понад 100 глав. Перша частина розповідає про те, як земля була знайдена та про найперших поселенців. Наступні частини перераховують поселенців, починаючи з заходу і закінчуючи півднем. Ланднамабок відстежує важливі події та сімейну історію до 12 століття. В рукописі описано більше ніж 3000 чоловік і 1400 поселенців. Для кожного поселенця сказано, де вони осіли і передбачена коротка генеалогія, а іноді також включені короткі анекдотичні історії. Ланднамабок перераховує 435 чоловіків як початкових переселенців, більшість з яких оселилися в північній і південно-західній частині острова. Ланднамабок залишається безцінним джерелом історії та генеалогії ісландського народу. Одні вважають, що рукопис був написаним одним автором, а інші, що рукопис був складений воєдино, коли люди зустрілися на Тінгу.

## Збережені версії
Збережені версії Ланднамабоку датуються з другої половини 13 століття або трохи раніше, хоча і було висловлено припущення, що вони були написані в ранній формі Арі Торґілссоном (1068–1148). Початкове заселення Ісландії значною мірою мало місце під час епохи вікінгів між 870 і 930 роками, але Ланднамабок виразно згадує нащадків значно пізніше, ніж в період колонізації, принаймні в 11 столітті.
Є п'ять збережених середньовічних версій Ланднамабок:
- Стурлубок — найстаріший, записаний між 1275 і 1280 роками Стурлом Тордарсоном єдиний, що зберігся повністю
- Гауксбок, записаний між 1306 і 1308 роками Гаукром Ерлендссоном
- Мелабок, написаний в 1313 році, зберігся фрагментарно, на двох шматках пергаментного рукопису, проте саме цей варіант найбільш точно передає першоджерело
- Тордарбок, записаний в 17 столітті
- Скардсарбок, записаний в 1636 році і оброблений Бйорном Йонссоном.